# Liban aux Jeux olympiques de la jeunesse d'hiver de 2016
Le Liban participe aux Jeux olympiques de la jeunesse d'hiver de 2016 à Lillehammer en Norvège du 12 au 21 février 2016. Deux athlètes représentent le pays pour cette édition.

## Résultats

### Ski alpin
Homme
| Athlète      | Épreuve      | Finale          | Finale          | Finale          | Finale          |
| Athlète      | Épreuve      | Manche 1        | Manche 2        | Total           | Rang            |
| ------------ | ------------ | --------------- | --------------- | --------------- | --------------- |
| Jeffrey Zina | Slalom       | 56 s 42         | 55 s 50         | 1 min 51 s 92   | 29              |
| Jeffrey Zina | Slalom géant | N'a pas terminé | N'a pas terminé | N'a pas terminé | N'a pas terminé |
| Jeffrey Zina | Super-G      |                 |                 | 1 min 18 s 69   | 44              |
| Jeffrey Zina | Combiné      | 1 min 18 s 74   | 45 s 68         | 2 min 04 s 42   | 26              |

Femme
| Athlète            | Épreuve      | Finale        | Finale        | Finale        | Finale |
| Athlète            | Épreuve      | Manche 1      | Manche 2      | Total         | Rang   |
| ------------------ | ------------ | ------------- | ------------- | ------------- | ------ |
| Sonia Marie George | Slalom       | 1 min 09 s 99 | 1 min 05 s 36 | 2 min 15 s 35 | 29     |
| Sonia Marie George | Slalom géant | 1 min 33 s 56 | 1 min 30 s 31 | 3 min 03 s 87 | 31     |